# Associação Socialista do Rifle
A Associação Socialista do Rifle (em inglês: Socialist Rifle Association; SRA) é uma organização socialista norte-americana armada que se dedica em "fornecer às pessoas da classe trabalhadora as informações necessárias para que sejam efetivamente armadas para defesa pessoal e comunitária". O grupo defende os direitos ao armamento na Segunda Emenda.

## História
A Associação Socialista do Rifle foi criada inicialmente como uma página do Facebook em 2013, como "uma piada". Com o passar do tempo, os apoiadores decidiram torná-la realidade e incorporá-la como uma empresa de responsabilidade limitada no Novo México. Em 10 de outubro de 2018, a Socialist Rifle Association Inc. foi fundada no Kansas sob a provisão do código tributário 501(c)(4). Em 16 de outubro de 2018, foi feito um acordo de fusão sem fins lucrativos entre as duas organizações existentes da SRA. A página oficial da SRA não existe mais no Facebook, é sugerido que foi removida pelos moderadores do Facebook.

## Processo em Charlottesville
Em 2018, Indivíduos associados a uma página do Facebook não relacionada com a Social Rifle Association que se autodenominava "SRA" participaram da Manifestação Unite the Right e foram posteriormente processados por seu envolvimento. Em outubro de 2018 a cidade de Charlottesville entrou com uma ação contra 25 grupos e indivíduos por suposta atividade paramilitar com base em um estatuto estadual que havia sido recentemente adotado. Além de várias figuras e organizações supremacistas brancas como o Partido Tradicionalista dos Trabalhadores, Liga do Sul e o neonazista Jason Kessler, o processo também listou dois grupos antirracistas, o grupo original da SRA e o grupo armado de esquerda Redneck Revolt.

## Apoio Mútuo para Desastres Naturais

### Furacão Florence
Em 15 de setembro de 2018, a SRA entregou alimentos e outros suprimentos à Igreja Adventista Hispânica do Sétimo Dia de Augusta (Augusta Hispanic Seventh Day Adventist) e à Escola Secundária Orangeburg-Wilkinson (Orangeburg-Wilkinson High School), no norte da Geórgia. Esses locais serviram como abrigos para furacões para aqueles que fugiam do furacão Florence.

### Furacão Michael
Em resposta ao landfall do furacão Michael de categoria 5 em 2018 e à resposta inadequada percebida da FEMA, as filiais da Associação Socialista do Rifle, do Socialistas Democráticos da América e do Partido para o Socialismo e a Libertação em Tallahassee formaram o projeto de auxílio mútuo para o furacão Michael, que procurava distribuir ajuda direta aos necessitados, incluindo aqueles que não puderam receber ajuda da FEMA devido ao seu status não documentado.

### Furacão Dorian
Em 29 de agosto de 2019, a SRA iniciou uma captação de recursos com o novo nome organizacional "SRAid" para ajudar os desastres causados pelo furacão Dorian. Em 5 de setembro, a SRA anunciou que tinha vários voluntários montando equipamentos na Costa Leste dos Estados Unidos, em preparação para entregas de suprimentos para comunidades carentes em Charleston (Carolina do Sul), Wilmington (Carolina do Norte), e para a tribo Lumbee no Condado de Robeson, Carolina do Norte.

## Membros
Um terço dos 3 000 membros da SRA se identifica como LGBTQ e 8% são transgêneros. A SRA possui 52 capítulos locais, operando em 33 estados. A organização é chefiada pelo Comitê Central da SRA, que consiste em sete membros que são eleitos democraticamente por todos os membros.

## Ideologia
A SRA descreve o objetivo de sua organização como "fornecer uma alternativa à cultura de armas dominante, tóxica, de direita e não inclusiva, que domina a comunidade de armas de fogo há décadas. Procuramos fornecer uma plataforma segura, inclusiva e de esquerda para falar sobre o direito à arma e autodefesa, livre de preconceitos racistas e reacionários, enquanto fornecemos uma plataforma para a classe trabalhadora obter as habilidades necessárias para todos os aspectos da defesa da comunidade". O grupo se descreve como "classe trabalhadora, progressista, anarquista, socialista, comunista, ecoguerreira, libertadora de animais, antifascista, antirracista, anticapitalista, PoC, LGBTQ-plus".

### Pontos de Unidade
A filiação à SRA se baseia na aceitação de pontos específicos de unidade:
- Somos da classe trabalhadora e pessoas pobres dedicadas a educar nossa classe no uso seguro de armas de fogo para defesa pessoal e comunitária, bem como para recreação e caça de subsistência.
- Somos uma associação multitendência de social-democratas, comunistas e anarquistas, unidos por classe, para nossa classe. Respeitamos as posições e diferenças políticas uns dos outros, especialmente quando discordamos delas.
- Dedicamo-nos à Libertação e Liberdade de TODAS as pessoas e, portanto, nos opomos a todas as formas de opressão e exploração.
- Somos parte de nossas comunidades locais e, como tal, nos voluntariamos de várias maneiras para promover as conexões entre os radicais políticos de esquerda e as comunidades desorganizadas em que vivemos. Ajudamos a alimentar, abrigar e proteger outras pessoas marginalizadas e da classe trabalhadora.
- Dedicamo-nos a armar a classe trabalhadora, tanto física quanto mentalmente.[22]